# ريفر بليت
نادي ريفر بليت الرياضي (بالإسبانية: Club Atlético River Plate)‏ هو ناد أرجنتيني لكرة قدم، يقع بضاحية (نونيس) بالعاصمة بوينس آيرس. تأسس في 25 مايو 1901. يلعب في الدوري الأرجنتيني. «ريفر بليت» هي الترجمة الإنجليزية الرسمية التي لا تستخدم كثيرًا لاسم نهر ريو دي لا بلاتا، الذي تقع بالقرب منه مدينة بيونس آيريس.
يعدّ ريفر بليت من أشهر الأندية الأرجنتينية وصاحب شعبية جارفة في العالم، وريفر بليت هو أكثر الأندية الأرجنتنية تحقيقًا للبطولات المحلية بالأرجنتين إذ سبق وحقق بطولة الدوري 36 مرة (رقم قياسي) آخرها عام 2014 بالدوري الختامي أو مايسمى (الكلوسورا)، وكأس الليبرتادوريس (دوري الأبطال لأندية أمريكا الجنوبية) وهو أهم كأس في أمريكا الجنوبية أربع مرات (أعوام 1986 - 1996 - 2015 - 2018) والكأس الدولية مرتين، والكأس السوبر والتي تقام بين بطل الدوري الافتتاحي وبطل الدوري الختامي (والتي بدأت عام 2012) مرة واحدة عام 2014 ، ووصيف العالم لعام 2015 عندما واجه برشلونة الإسباني بنهائي كأس العالم للأندية.
وكانت جل نجاحات الريفر بالتسعينات الميلادية مما جعل الاتحاد الدولي للتأريخ والإحصاء يصنفه كأفضل تاسع فريق في العقد بالعالم والأفضل على مستوى القارة اللاتينية، وقد لعب لريفر بليت عددًا من الاعبين الكبار على مستوى اللعبة ولكن يظل من أشهرهم الأسطورة الأرجنتينية دي ستيفانو وفرانشيسكولي وكامبياسو وأورتيغا وغاياردو وتريزيغيه وكريسبو وكيمبس ونجم الكرة التشيلية سالاس وغيرهم من النجوم العالمية.

## لقب الفريق
يُلقب فريق ريفر بليت (بالمليونيرات) لأن عددًا من أعضائه من تجار الأرجنتين، ولأنه الفريق الذي لديه ميزانية هائلة على مستوى البلد تفوق الأندية الأخرى، أو لأن أغلب مشجعيه من الطبقة الراقية بالبلد على عكس غريمه بوكا جونيورز والذي يشاع بأن أغلب منتسبيه من الطبقة الكادحة.

## أساطير الفريق
لعب لفريق ريفر بليت عدة نجوم كبار على مستوى اللعبة منهم أورتيغا وغاياردو وتريزيجيه وهيغوايين وكريسبو وسالاس وكامبياسو وباتيستوتا وآيمار وفرانشيسكولي ولكن يظل أبرزهم هو الأسطورة ( ألفريدو دي ستيفانو) والذي انتقل فيما بعد لفريق ريال مدريد الإسباني وخلد اسمه كأحد أساطير الفريق الإسباني العملاق.
يعدّ النجم أنخل لابرونا هو الهداف التاريخي للريفر كأكثر اللاعبين تسجيلًا للأهداف بشعار الريفر والهداف التاريخي بديربي العاصمة بين الريفر والبوكا بـ 16 هدفًا.
لكن يظل النجم ماريو كيمبس من أعظم من لعبوا لفريق ريفر بليت، ويعود ذلك لمساهمته لمنتخب الأرجنتين بتحقيق لقب كأس العالم عام 1978 والذي استضافه ملعب المونيمونتال، وقد سجل ماريو كيمبس هدفين من الأهداف الثلاثة للأرجنتين ضد المنتخب الهولندي في المباراة النهائية وحصوله على لقب هداف البطولة (6 أهداف) وعلى جائزة أفضل لاعب بالبطولة وأفضل لاعب في العالم وفي قارة أمريكا الجنوبية لعام 1978 مماجعله رمزًا حقيقيًا للأرجنتين، وقد اختاره نجم البرازيل المعتزل بيليه من ضمن أعظم 125 لاعبًا بتاريخ الكرة.

## السوبر كلاسيكو
يعدّ ديربي بيونس آيرس أو ما يسمى بـ (السوبر كلاسيكو) بين ريفر بليت وبوكا جونيورز من أهم وأقوى الديربيات بالعالم، لما يمتاز به من منافسة شديدة تصل أحيانًا إلى إدخاله بالنواحي السياسية، ويرى بعض مشجعي الفريقين أن الفوز على المنافس التقليدي يعد بمثابة بطولة بحد ذاتها، وبحسب بعض الإحصاءات فإن 70% من متابعي كرة القدم بالأرجنتين هم من مشجعي الفريقين.
ويتزعم لاعب الريفر السابق أنخل لابرونا هدافي الديربي بـ 16 هدفًا، أما أكثر اللاعبين ظهوراٌ بالديربي فهو لاعب الريفر رينالدو ميرلو بـ42 مباراة ديربي.
وفيما يخص نتائج الديربي فمن أبرز النتائج فوز الريفر بـ 5-1 عام 1941 وبـ 4-0 عام 1942، أما المباراة والتي شهدت أكثر تسجيلًا للأهداف فكانت في عام 1972 والتي فاز بها الريفر بنتيجة 5-4، ولكن مباراة الفريقين والتي أقيمت ضمن الدوري الختامي (الكلوسورا) على ملعب المونومينتال عام 1997 تعد أكثر المباريات إثارةً على الإطلاق وتخلد بسجلات الديربي والتي انتهت بالتعادل 3-3 بعد أن كان البوكا متقدمًا بثلاثة أهداف نظيفة ويضيع ركلة جزاء (وقبلها يطرد لاعبًا من الريفر بليت) استطاع الريفر وقبل انتهاء زمن اللقاء بقليل أن يعود إلى المباراة بتسجيله ثلاثة أهداف متتالية.
في عام 2004 قامت الصحيفة البريطانية(ذا ابزيرفر) (The observer) بوضع هذا الديربي من ضمن أهم 50 حدث رياضي يجب مشاهدته بالحياة.

## هبوط ريفر بليت للدرجة الثانية
حتى عام 2010 كان فريقا ريفر بليت وبوكا جونيورز هما الفريقان الوحيدان بالأرجنتين اللذان لم يهبطا لدوري الدرجة الثانية، حتى جاء عام 2011 والذي هبط فيه ريفر بليت للدرجة الثانية للمرة الأولى في تاريخه بعد أن احتل المركز السادس في الترتيب ولكن هذا لم يشفع له من الهبوط إذ أن نظام الدوري الأرجنتيني يعتمد على حساب الثلاث مواسم الأخيرة كاملة وليس للموسم الواحد فقط كسائر دوريات العالم.
وقد أقيمت المباراة الفاصلة لتحديد الهابط والصاعد ضد فريق بيلغرانو من الدرجة الثانية حيث استطاع الأخير أن يتغلب على الريفر بمباراة الذهاب 2-0 ويتعادل الفريقان في مباراة الإياب 1-1 على ملعب المونيمونتال الشهير وبحضور جماهيري قدر بـ 65,000 مشجع.

## ملعب الفريق

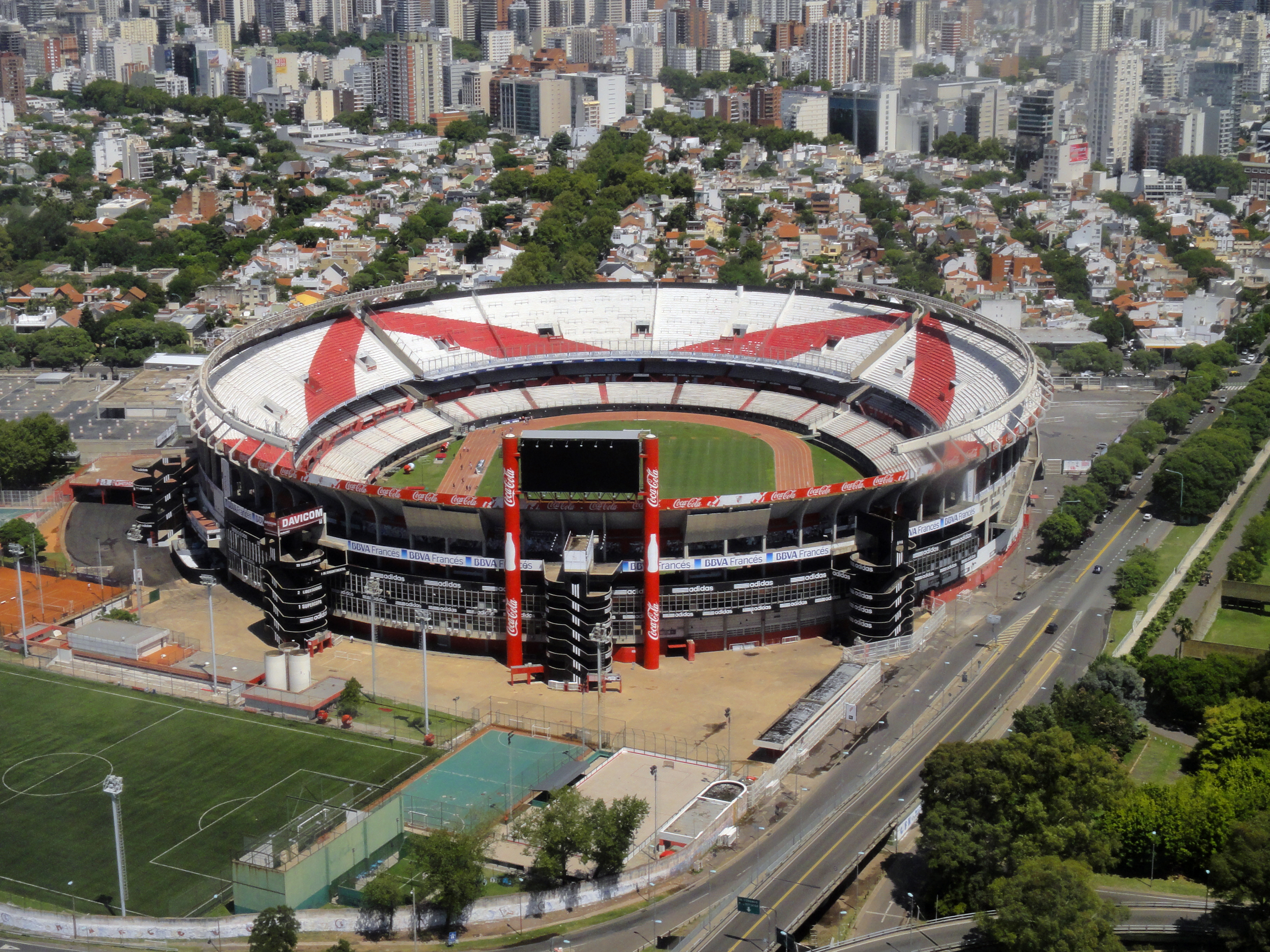
ملعب النادي

ملعب الفريق الرسمي هو استاد مونومنتال وهو الملعب الرسمي للمنتخب الأرجنتيني أيضًا، ويقع بضاحية (بلقرانو)، وقد احتضن هذا الملعب نهائيات كأس العالم لكرة القدم 1978 والتي حقق لقبها المنتخب الأرجنتيني، ويعود الفضل بتحقيق ذلك اللقب إلى النجم الأسطوري ولاعب ريفر بليت السابق ماريو كيمبس والذي حقق هدفي الفوز على منتخب هولندا في المباراة النهائية. ويعد أكبر الملاعب الأرجنتينية إذ يتسع لحوالي 70 ألف مشجع.
وقد بُني ملعب المونيمونتال عام 1938 وأعيد تجديده عام 1986 وقد ساهم في إنشاءه عددًا من أعضاء الفريق مما جعله الفريق الوحيد في الأرجنتين الذي يملك ملعبًا خاصًا به. ويعد ملعب المونومينتال من أجمل الملاعب ليس بأمريكا اللاتينية فحسب بل في العالم، إذ يعد من الوجهات السياحية والترفيهية بالعاصمة بيونس آيرس.

## إنجازات الفريق

### محلياً

#### الدوريات
- دوري الدرجة الأولى الأرجنتيني (37): دوري الدرجة الأولى الأرجنتيني 1920، دوري الدرجة الأولى الأرجنتيني 1932، دوري الدرجة الأولى الأرجنتيني 1936,[2] دوري الدرجة الأولى الأرجنتيني 1936[6] 1937، 1941، 1942، 1945، 1947، 1952، 1953، 1955، 1956، 1957، دوري الدرجة الأولى الأرجنتيني 1975، دوري الدرجة الأولى الأرجنتيني 1975، دوري الدرجة الأولى الأرجنتيني 1977، دوري الدرجة الأولى الأرجنتيني 1979، دوري الدرجة الأولى الأرجنتيني 1979، دوري الدرجة الأولى الأرجنتيني 1980، دوري الدرجة الأولى الأرجنتيني 1981، دوري الدرجة الأولى الأرجنتيني 1985–86، 1989–90، 1991 Apertura  [لغات أخرى]‏، 1993 Apertura  [لغات أخرى]‏، 1994 Apertura  [لغات أخرى]‏، دوري الدرجة الأولى الأرجنتيني 1996–97، دوري الدرجة الأولى الأرجنتيني 1997–98، دوري الدرجة الأولى الأرجنتيني 1996–97، 1999 Apertura، دوري الدرجة الأولى الأرجنتيني 1999–2000, دوري الدرجة الأولى الأرجنتيني 2001–02  [لغات أخرى]‏, دوري الدرجة الأولى الأرجنتيني 2002–03  [لغات أخرى]‏, دوري الدرجة الأولى الأرجنتيني 2003–04  [لغات أخرى]‏, 2008 Clausura  [لغات أخرى]‏, 2014 Final  [لغات أخرى]‏
- دوري ناسيونال الدرجة الثانية (1): 2011–12
- دوري متروبولينا الدرجة الثانية (1): 1908

#### الكؤوس
- كأس الأرجنتين (27): كأس الأرجنتين 2015–16, 2017  [لغات أخرى]‏
- كأس السوبر الأرجنتيني (1): كأس السوبر الأرجنتيني 2017
- كوبا كامبيناتو (1): 2014  [لغات أخرى]‏
- كوبا كومباتينيكا جوكي كلاب[7] (1): 1914
- كوبا كومباتنيكا (LAF)  [لغات أخرى]‏ [8] (1): 1932 [7][9]
- كوبا دكتور كارلوس إيبارجيولين  [لغات أخرى]‏[7] (4): 1937, 1941, 1942, 1952 [11]
- كوبا ادريان إسكوبار[7] (1): 1941

### دولياً
- كأس الإنتركونتيننتال (1): 1986 [note 1]
- كوبا ليبرتادوريس (4): 1986، 1996، 2015، 2018[note 2]
- كوبا إنترأميريكا (1): 1986 [note 3]
- سوبركوبا سدأميريكانا (6): 1997 [note 2]
- كوبا سود أمريكانا 5): 2014 [note 2]
- ريكوبا سودأمريكانا (11): 2015، 2016 [note 2]
- بطولة بنك سروغا (2): 2015 [note 4]
- كأس تاي (تاي كاب) (1): 1914[12][13] [note 5]
- كوبا دكتور ريكاردو ألدو  [لغات أخرى]‏ (5): 1936, 1937, 1941, 1945, 1947[12][13] [note 5]

#### بطولولات دولية ودية
- كأس سوبر اليوروأميريكا (1): 2015 [15] [note 6]

#### بطولات ودية دولية لفريق الشباب
- كأس لبيرتادورس تحت 20 سنة (1): 2012 [note 2]

## وصلات خارجية
- الموقع الرسمي لريفر بليت
- موقع جماهير ريفر بليت